# الرابطة البرلمانية 1973–74
الرابطة البرلمانية 1973–74 (بالإنجليزية: 1973–74 Isthmian League)‏ هو موسم من دوري إسثميان. فاز فيه ويكمب وندررز.